# ЭР12
ЭР12 (Электропоезд Рижский, 12-й тип) — серия опытных советских электропоездов постоянного тока Рижского вагоностроительного завода (РВЗ). По конструкции является электропоездом ЭР2 с плавным импульсным пуском. В широкосерийное производство, как и планировалось изначально, не вошёл. Из-за тяжёлого экономического положения страны применённые в электрооборудовании электропоезда технологии так и остались опытными, а все построенные составы серии были переоборудованы по схеме электропоезда ЭР2, получив обозначение ЭР2С.
Заводское обозначение — 62-251.

## Создание серии

### Предыстория
Электропоезд ЭР2 при всей своей простоте имеет серьёзный недостаток — наличие реостатного пуска, в результате чего значительное количество электроэнергии попросту теряется в пусковых резисторах в виде тепла. Не случайно уже во второй половине 1960-х началась опыты по применению на этих электропоездах импульсного пуска. По данной схеме вместо пусковых резисторов и реостатного контроллера устанавливались статические преобразователи, электропоезда при этом получали обозначение ЭР2и. Преобразователь позволял плавно регулировать напряжение на зажимах попарно соединённых тяговых двигателей, обеспечивая поддержание более высокого пускового тока. Помимо этого, отпадала необходимость в применении такого промежуточного соединения тяговых двигателей, как последовательное, а контроллер машиниста имел более простую конструкцию. Проведённые в 1973 году на Прибалтийской железной дороге испытания показали, что экономия электроэнергии на ЭР2и по сравнению с ЭР2 составляла 9,8—12,8 %. Хотя конструкция преобразователя была весьма сложной, было решено наладить производство статических преобразователей для последующей установки на электропоезда ЭР2 при модернизации.

### Постройка и испытания
На основании проведённых испытаний электропоездов ЭР2и, Таллинским электротехническим заводом были спроектированы преобразователи новой конструкции. Однако перед началом серийного выпуска преобразователей и широкой модернизацией электропоездов ЭР2 было решено выпустить опытную партию электропоездов, оборудованных данными преобразователями. Помимо этого, Рижский электромашиностроительный завод имел возможность испытания тягового электродвигателя 1ДТ-006, представляющего собой модернизированную версию двигателя УРТ-110Б (применялись на ЭР2 с № 919), у которого была повышена теплостойкость полюсов (за счёт применения изоляции класса F).
В сентябре 1976 года Рижский вагоностроительный завод выпустил десятивагонный электропоезд, которому присвоили полное обозначение ЭР12-6001. В соответствии с номером чертежа главного вида, новый электропоезд получил заводское обозначение 62-251.
В 1978 году ЭР12-6001 поступил для испытаний на экспериментальное кольцо ВНИИЖТа. В ходе опытных поездок было установлено, что на перегоне 1,5 километра электропоезд ЭР12 способен разогнаться до 69 км/ч. При эксплуатации со скоростями 60—65 км/ч экономия электроэнергии по сравнению с ЭР2 составляла 8,5—10,0 %.
В 1981 году заводом были выпущены ещё два электропоезда серии: шестивагонный ЭР12-6002 и четырёхвагонный ЭР12-6003.

## Общие сведения
В основном по конструкции это был тот же ЭР2, однако под моторными вагонами отсутствовали резисторы и силовой контроллер. Вместо них были установлены двухфазные тиристорно-импульсные преобразователи ТИП-1320/3У. Основу преобразователей составляли тиристорные ключи, обеспечивающие широтно-импульсное регулирование с частотой 400 Гц. В качестве силовых приборов были применены таблеточные тиристоры ТБ-320 и ТБ-400, а также высокочастотные диоды ВЧ-400. Охлаждение приборов было естественное, за счёт набегающего воздуха, как и на электропоездах переменного тока ЭР9Е. Рабочее напряжение преобразователей составляло 3000 В, пусковой ток — 2×220 А. Преобразователь обеспечивал плавное регулирование напряжения на зажимах попарно последовательно соединённых тяговых двигателей, регулируя его в пределах от 5 до 95 % от напряжения в контактной сети. Помимо этого, преобразователь регулировал возбуждение электродвигателей (в пределах от 100 до 50 %), а также изменение (благодаря авторежимному устройству) пускового тока в зависимости от населённости вагонов. Плавное регулирование, по сравнению с электропоездом ЭР2, позволило повысить величину среднего пускового тока двигателей со 190 до 220 А, что, в свою очередь, повысило ускорение поезда с 0,57 до 0,71 м/с2. Также пусковой ток мог регулироваться и машинистом. Однако из-за высокого веса преобразователей вес пустого моторного вагона возрос до 56,5 т. В кабине управления был установлен контроллер машиниста 1.КУ27-01 изменённой конструкции.

### Технические характеристики
Основные параметры десятивагонного электропоезда:
- размеры вагона:
  - длина — 19 600 мм;
  - ширина — 3 480 мм;
  - высота (при опущенном токоприёмнике) — 5 086 мм;
- мест для сидения — 1 050;
- конструкционная скорость — 130 км/ч;
- ускорение — до 0,71 м/с2.

Как и составы-предшественники (ЭР1, ЭР2), электропоезд формировался в композициях по общей формуле (Пг+Мп)+0..3×(Мп+Пп)+(Мп+Пг), т.е. сцеплением секций из моторного и прицепного вагонов.

### Нумерация и маркировка[1][2]
Система нумерации и маркировки, применённая на поездах серии ЭР12, в целом соответствует принятой для других электропоездов РВЗ (впервые подобная система применена для серии ЭР1). Составы получали номера четырёхзначного написания (от 6001 до 6003). Маркировка на лобовой части головных вагонов выполнялась в формате ЭР12-XXXX, где XXXX – номер состава (без указания номера вагона). Число 12 маркировалось меньшим по сравнению с цифрами заводского номера и буквами шрифтом (как будто в нижнем индексе). Однако, в отличие от маркировки дизель-поезда Д1, здесь был применён мелкий шрифт, а не нижний индекс, о чём свидетельствуют технические документы и надписи на заводских табличках, где все символы в обозначениях взяты одинакового размера. Маркировка выполнялась под лобовыми стёклами в центре. Каждый вагон состава получал свой номер, в котором первые цифры означали номер состава, последние две – номер вагона по комплекту. Маркировка с номерами вагонов выполнялась под окнами посередине вагона и отличалась от маркировки на лобовой части добавлением двух цифр номера вагона в тот же формат. Моторные вагоны получали чётные номера (02, 04, 06, 08 и 10), головные — 01 и 09, промежуточные прицепные — остальные нечётные (03, 05 и 07).  Например, маркировка  первого головного вагона электропоезда ЭР12-6001 будет ЭР12-600301; одного из моторных вагонов того же поезда будет ЭР12-600104 и т.д. Также под лобовыми стёклами в центре (над номером) закреплялся логотип РВЗ того времени (буквы «RVR»).
В связи с внедрением на Эстонской железной дороге (Eesti Raudtee, EVR) новой системы нумерации подвижного состава, поезда ЭР12 в 1992 году получили новую нумерацию и маркировку. После переборудования в середине 1990-х годов всех трёх поездов в ЭР2 составы получили также новое обозначение. По аналогии с электропоездом ЭР6, переименованном после переоборудования в ЭР1/6, этим составам можно было присвоить название ЭР2/12; однако в новой документации они стали проходить как ЭР2С (эст. ER2S). Нумерация вагонов при этом не менялась. Электропоезд не получал номер, как таковой, а его вагоны получали собственные эксплуатационные номера. В маркировке на вагонах присутствовали только эти четырёхзначные номера (без обозначения типа поезда). Номер состоит из четырёх цифр; предположительно первая означает тип вагона (в данном случае: 2 — вагон Гп; 3 — вагон Мп; 4 — вагон Пп), вторая — модель состава (в данном случае: 2 — ЭР12/ЭР2С), последние две — номер по некоторому перечню. Информация о номерах вагонов до и после изменения приведена в таблицах 1 — 3.
Таблица 1 — Номера вагонов ЭР12-6001
| Номер РВЗ | 600101 | 600102 | 600103 | 600104 | 600105 | 600106 | 600107 | 600108 | 600110 | 600109 |
| Номер EVR | 2201   | 3201   | 4252   | 3253   | 4253   | 3202   | 4251   | 3252   | 3251   | 2202   |

Таблица 2 — Номера вагонов ЭР12-6002
| Номер РВЗ | 600201 | 600202 | 600203 | 600204 | 600206 | 600209 |
| Номер EVR | 2203   | 3205   | 4254   | 3254   | 3204   | 2204   |

Таблица 3 — Номера вагонов ЭР12-6003
| Номер РВЗ | 600301 | 600302 | 600304 | 600309 |
| Номер EVR | 2205   | 3203   | 3206   | 2206   |

Примечание – Приблизительно в 2003 году вагоны Пп с номерами 4252 (600103) и 4254 (600203) были переделаны в Пг с присвоением номеров EVR соответственно 2207 и 2208.
При включении нескольких вагонов после ремонта в состав электропоездов ЭР2 для Азербайджана они были обозначены уже как ER2, с присвоением новых номеров, как у обычных ЭР2. Например, вагон c номером EVR 3253 (бывший ЭР12-600104) был включён в состав ЭР2-3303 под номером 330302.

## Эксплуатация и модификация

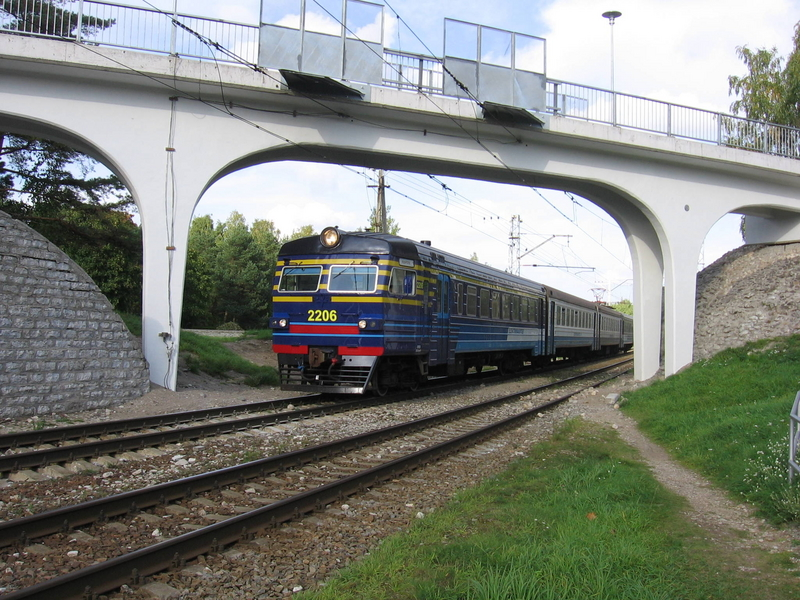
Электропоезд ЭР2С. Вид на вагон 2206 (бывший ЭР12-600309)

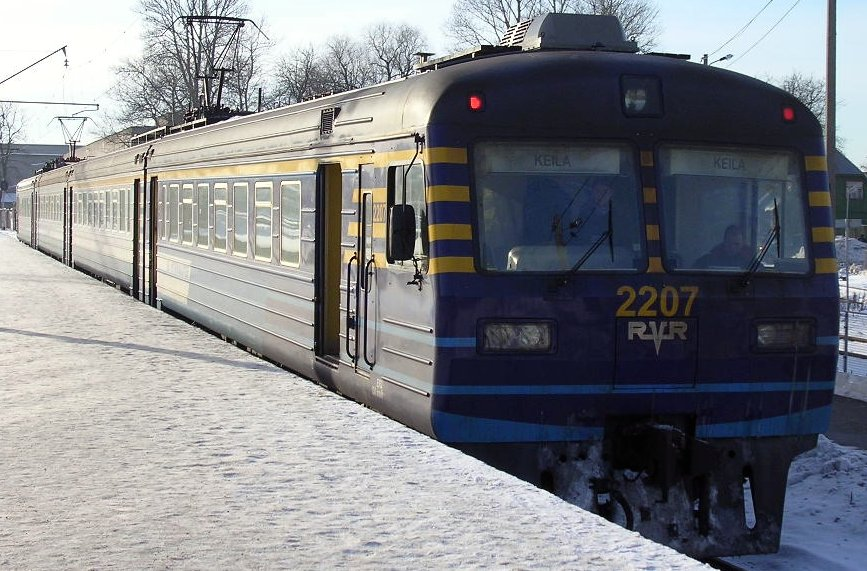
Электропоезд ЭР2С. Вид на вагон 2207 с новой кабиной машиниста (бывший Пп)

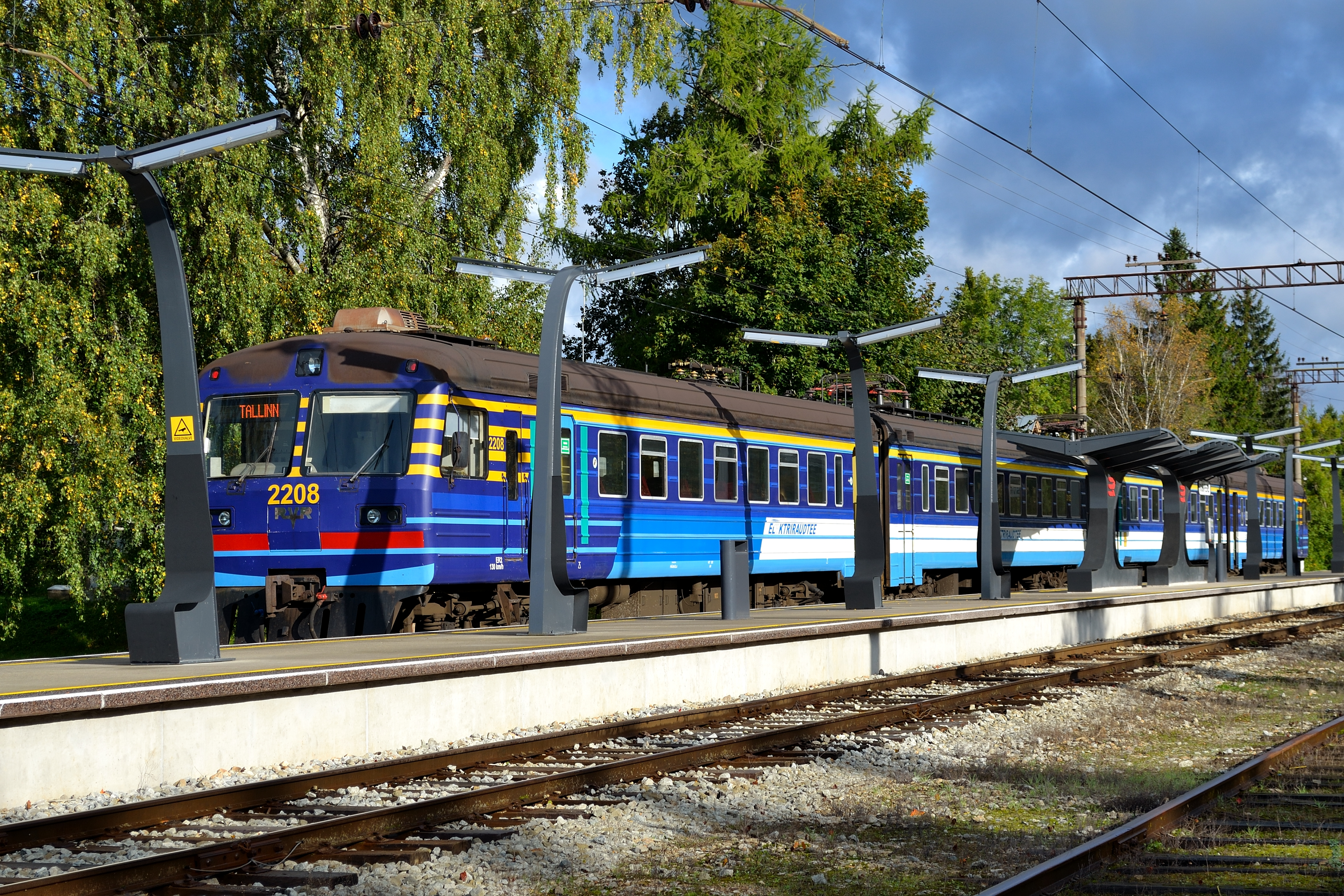
Электропоезд ЭР2С. Вид на вагон 2208 с новой кабиной машиниста (бывший Пп)

После испытаний электропоезд поступил для опытной эксплуатации в моторвагонное депо Таллин. К началу 1980-х число вагонов в составе сократилось с десяти до восьми, так как на моторном вагоне 600108 вышел из строя преобразователь, в результате чего электросекция была попросту отставлена от работы. В 1981 году то же депо поступили и остальные два состава ЭР12. Из 18 оставшихся в эксплуатации вагонов сформировали три состава по шесть вагонов в каждом, которые начали эксплуатироваться в общем графике с обычными ЭР2. В ходе эксплуатации электропоезда ЭР12, благодаря импульсному пуску, оказались экономичней ЭР2 в среднем на 8 %.
Начавшаяся перестройка и последовавшее за ней тяжёлое экономическое положение в стране привели к отказу заводов от выпуска электропоездов с дорогими пусковыми преобразователями, которые к тому же не отличались достаточной надёжностью. К тому же ремонт электропоездов ЭР12 вскоре встал весьма затратным. По этой причине от модернизации электропоездов ЭР2 на импульсный пуск также отказались. В середине 1990-х все три электропоезда ЭР12 были отправлены для прохождения капитального ремонта (КР-2) в Санкт-Петербург на Октябрьский электровагоноремонтный завод, где руководство решило не восстанавливать первоначальную электронную схему. Было решено привести схему и конструкцию составов к ближайшему стандартному поезду (ранее подобным образом поступили с единственным экземпляром ЭР6, переоборудованном в ЭР1). В результате все ЭР12 были переоборудованы в ЭР2. В новой документации они стали проходить как ЭР2С. Таким образом, серия ЭР12 фактически перестала существовать, оставшись только в чертежах, фотографиях и т.п.
Как уже упоминалось ранее, в 2003 году вагоны Пп с номерами 4252 (600103) и 4254 (600203) были переоборудованы в Пг с присвоением номеров EVR соответственно 2207 и 2208. При этом были применены кабины новой формы (по аналогии с кабинами электропоезда ЭР2Т-7251), которые устанавливались вместе со служебным и пассажирским тамбуром со стороны, противоположной узкому окну в салоне. От пассажирского салона осталось одно узкое и семь широких окон из девяти, а далее приваривался новый тамбур и кабина. Новые тамбуры имели двери, рассчитанные только на высокие платформы. Вагоны поездов снова были перегруппированы, в результате чего стало уже четыре состава; причём оба новых головных вагона эксплуатировались в одном составе.
Электропоезда ЭР12/ЭР2С эксплуатировались в депо Таллин, с последующей передачей всех составов в депо Пяэскюла, от поставки с завода и до 2013 года. В июле 2013 года все оставшиеся вагоны были проданы и переданы на РВЗ с целью проведения капитального ремонта. В то же время на РВЗ проходили капитальный ремонт некоторые вагоны серии ЭР2. Впоследствии из восстановленных вагонов серий ЭР2 и ЭР2С были сформированы новые поезда ЭР2 (ER2), которым были присвоены новые номера (предположительно начиная от номера 3301). Известно о двух таких четырёхвагонных поездах, куда вошли бывшие вагоны ЭР2С. Моторные вагоны с номерами 3251 (600110) и 3252 (600108) включены в ЭР2-3303 (головные взяты от ЭР2-1293). Новые головные вагоны с номерами 2207 (бывший Пп 600103) и 2208 (бывший Пп 600203) с моторным 3253 (600104) включены в ЭР2-3301. Остальные непорезанные вагоны после продажи этих поездов в Азербайджан оставались на РВЗ.